# NGC 1258

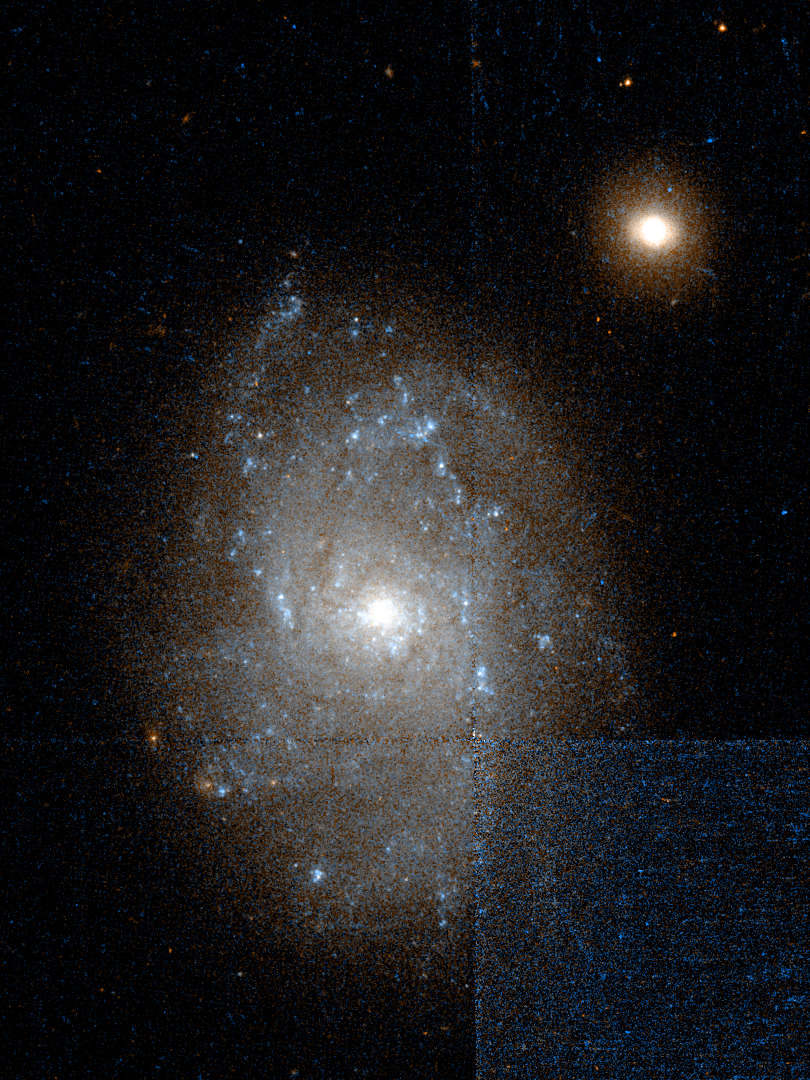
NGC 1258 par le télescope spatial Hubble.

NGC 1258 est une galaxie spirale intermédiaire située dans la constellation de l'Éridan. Elle a été découverte par l'astronome américain Francis Leavenworth en 1886.

## Caractéristiques
Sa vitesse par rapport au fond diffus cosmologique est de 1 341 ± 13 km/s, ce qui correspond à une distance de Hubble de 19,8 ± 1,4 Mpc (∼64,6 millions d'al).
À ce jour, sept mesures non basées sur le décalage vers le rouge (redshift) donnent une distance de 25,471 ± 3,593 Mpc (∼83,1 millions d'al), ce qui est tout juste à l'extérieur des valeurs de la distance de Hubble. Notons cependant que c'est avec la valeur moyenne des mesures indépendantes, lorsqu'elles existent, que la base de données NASA/IPAC calcule le diamètre d'une galaxie et qu'en conséquence le diamètre de NGC 1258 pourrait être d'environ 10,6 kpc (∼34 600 al) si on utilisait la distance de Hubble pour le calculer. 
La classe de luminosité de NGC 1258 est III-IV et elle présente une large raie HI.

## Amas de l'Éridan
NGC 1258 est une galaxie de l'amas de l'Éridan.